# Lac de Peruća
Le lac de Peruća (en croate : Perućko jezero) est un lac de retenue situé en Croatie, sur la rivière Cetina. Il est situé près de la ville de Sinj.

## Barrage
Le barrage qui a créé le lac de Peruća a été construit en 1958. Il mesure 67 m de haut et 467 m de long. Il sert à la production d'électricité. 
En 1993, lors de l'opération Maslenica, l'ouvrage a été endommagé par les troupes serbes, mais il a résisté. Il sert de cadre au film Winnetou, librement adapté d'une œuvre de fiction de Karl May.